# Hoge Raad van Financiën
De Hoge Raad van Financiën is een Belgisch adviesorgaan, opgericht in 1936 dat binnen het toenmalige ministerie van Financiën opereert en de regering adviseert in een breed gamma van aangelegenheden zoals overheidsfinanciën, fiscaal beleid. De raad zetelt onder het voorzitterschap van de minister van Financiën.

## Afdelingen
De Hoge Raad is ingedeeld in twee permanente afdelingen,  "Financieringsbehoeften van de Overheid" en "Fiscaliteit en Parafiscaliteit", en heeft daarnaast een apart orgaan met de "Studiecommissie voor de vergrijzing". De opdracht van de voormalige derde afdeling "Financiële Instellingen en Markten" werd bij een hervorming in 2002 overgeheveld naar de Commissie voor het Bank-, Financie- en Assurantiewezen. Daarnaast werden ad hoc werkgroepen opgericht over specifieke vraagstukken als de afbouw van de overheidsschuld en de uitbreiding van de Europese Unie en de gevolgen voor België.
De afdeling Financieringsbehoeften van de Overheid verleent advies over het budgettair beleid en de financieringsbehoeften van alle Belgische overheden, zoals het uitwerken van een meerjarig begrotingspad. De afdeling Fiscaliteit en Parafiscaliteit is bevoegd om advies te geven over alle problemen en vraagstukken van fiscale en parafiscale aard, bijvoorbeeld de hervorming van de vennootschapsbelasting, de invoering van een Tobintaks of de vergroening van de fiscaliteit middels milieuheffingen. 
Het secretariaat wordt waargenomen door de Studie- en Documentatiedienst van de Federale Overheidsdienst Financiën.

## Leden
In de raad en de afdelingsraden zetelen fiscaal experts, centrale bankiers en vertegenwoordigers van politiek en middenveld. Internationaal onderzoek over fiscal counsils als de Hoge Raad van Financiën benadrukt het belang van adviezen die consistente doelstellingen formuleren over de tijd heen én de noodzaak voor voldoende onafhankelijkheid van de leden van de raad.
Huidig voorzitter is minister van Financiën Vincent Van Peteghem. Johan Van Gompel is ondervoorzitter. Tot leden behoren onder meer Pierre Wunsch, Jan Verschooten (Federaal Planbureau), Steven Vanackere, Herman Matthijs, Saskia Weemaes, Norbert De Batselier en Wivina Demeester.
Ondervoorzitters:
- 1969-1986 - Jean Van Houtte
- 1986-1989 - André Dequae
- Paul Van Rompuy
- 2002-2006 - Theo Peeters
- 2007-2011 - Guy Quaden
- 2012-2017 - Françoise Masai
- 2017-2023 - Johan Van Gompel